# Sallis, Mississippi
Sallis, Mississippi (енгл. Sallis) град је у америчкој савезној држави Мисисипи.

## Демографија
По попису из 2010. године број становника је 134, што је 20 (17,5%) становника више него 2000. године.
| Група             | 2000.      | 2010.      |
| Белци             | 82 (71,9%) | 95 (70,9%) |
| Афроамериканци    | 32 (28,1%) | 39 (29,1%) |
| Азијати           | 0 (0,0%)   | 0 (0,0%)   |
| Хиспаноамериканци | 0 (0,0%)   | 0 (0,0%)   |
| Укупно            | 114        | 134        |